# Ryan Harnden
Ryan Harnden (Sault Sainte Marie, 28 giugno 1986) è un giocatore di curling canadese.
Ha vinto la medaglia d'oro olimpica nel curling alle Olimpiadi invernali 2014 tenutesi a Soči, vincendo con la sua nazionale il torneo maschile di curling.
Ha conquistato la medaglia d'argento ai campionati mondiali di curling nel 2013.